# 絲原武太郎 (12代)

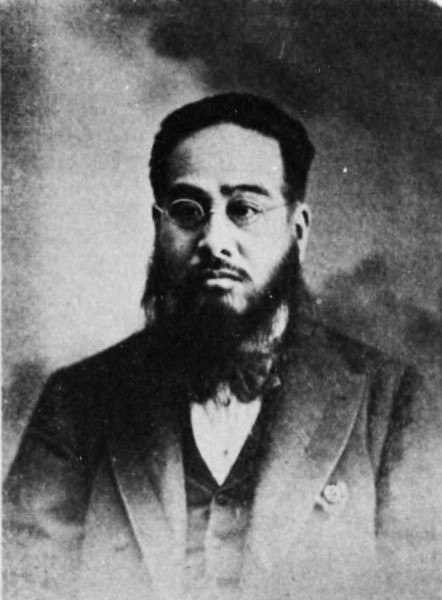
絲原武太郎

12代 絲原 武太郎（いとはら ぶたろう、1853年11月10日（嘉永6年10月10日）- 1911年（明治44年）3月10日）は日本の地主、実業家、政治家。鉄師絲原家12代、貴族院多額納税者議員。

## 経歴
出雲国仁多郡八川村大字大谷（現島根県仁多郡奥出雲町）で、鉄師糸原家11代・絲原権造の長男として生まれる。1895年（明治28年）父の死去に伴い家督を継承。1882年（明治15年）以降、島根県仁多郡横田村外三村戸長、仁多郡会議員、所得税調査委員、島根県農会評議員、八雲銀行頭取、松江銀行取締役などを務めた。1906年（明治39年）6月27日、島根県多額納税者として補欠選挙で互選されて貴族院多額納税者議員に任じられ、急性脳膜炎により死去するまで在任した。
公益事業にも関心が高く、慈善事業、公共建築事業などに多額の寄付を行った。

## 産業振興の働き

### 鉱業
家業の製鉄事業（たたら製鉄）は、外国産の輸入の拡大によって打撃を受けた。そこで、1882年（明治15年）頃より工部省、海軍省に製品の買い上げを働きかけると共に、専門家の派遣を依頼して品質の向上を図った結果、海軍省への納入の拡大を実現した。

### 農業
仁多郡内の農業不振に対応するため有志と仁多郡農談会を組織して会長に就任し、農家への啓蒙と技術の向上を図り、島根県から農事試験委員を嘱託された。また、三成村に私費で農事試験場を設置して種苗の試験を行い、優良な種苗を選別して農家へ供給した。

### 林業
特に林業の発達に力を尽くした。仁多郡の山林は良材林が少なかったため、杉、檜の植林を推進した。当初、苗木の作成方法の未熟により枯死が多かった。そのため、吉野地方の杉檜の良種を求め、園丁を苗木作成の方法を習得のため島根県農事試験場に派遣し、その成果を私設農事試験場で用いて苗木を作成して供給し、また、希望者には作成方法を伝習するなど、造林事業の振興を図った。

### 蚕業
仁多郡は比較的蚕業に適しているもかかわらず振るわなかったため、自ら滋賀県から良苗を購入して桑園を作り養蚕を行い、経験を積んだのちに蚕業の普及に努めた。また、農商務省から招いた技師の講話から、収穫量を高めるには蚕紙の優劣が重要と悟り、長野県から優良な蚕紙を導入した。

### 畜産業
仁多郡は牛馬の主産地として知られていたが、廃藩後に指導、奨励する体制が整わず衰退していた。そのため、私有の林野を用いて牧場を開設して民有の牛馬の放牧に開放し、また、牛の品種改良に取り組んだ。馬の改良では青森県から種馬を購入し、宮内省から種馬の借用したり軍馬の払い下げによって対応しようと図ったが、仁多郡内のみの取り組みでは限界があり、島根県に対して種馬所の設置を要望した。さらに、貴族院議員、衆議院議員、農商務省などにも要請を続け、1901年（明治34年）仁多郡八川村の私有牧場に島根種馬所の設置が実現した。

## 親族
- 養嗣子 絲原武太郎 (13代)（実業家、貴族院多額納税者議員）